# Kritosaurus
Genre
Espèces de rang inférieur
- † K. navajovius Brown, 1910 (espèce type)
- † K. horneri Lucas, 1993
- † K. incurvimanus (?) Brown, 1919

Synonymes
Anasazisaurus Hunt & Lucas, 1993. Synonyme junior de Kritosaurus
Kritosaurus est un genre éteint de dinosaures ornithopodes de la famille des Hadrosauridae. Il a vécu en Amérique du nord à la fin du Crétacé supérieur, Campanien et Maastrichtien, soit il y a environ entre 83,6 à 66,0 millions d'années (Ma). 
Son histoire taxonomique est complexe, incorporant parfois les genres Gryposaurus, Anasazisaurus et Naashoibitosaurus. En 2014, il est incorporé à la nouvelle tribu des Kritosaurini. Cette tribu regrouperait aussi les autres genres nord-américains Naashoibitosaurus et Gryposaurus ainsi que les sud-américains Secernosaurus et Willinakaqe.

## Étymologie
Kritosaurus signifie « reptile isolé » ; il est souvent mal interprété par « reptile noble », en référence à son nez aquilin.

## Historique

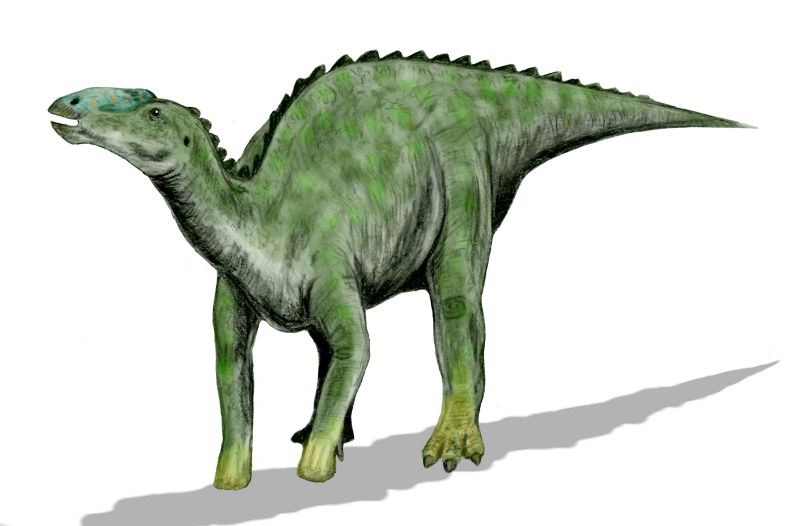
Vue d'artiste de Kritosaurus.

En 1904, alors qu'il suit une expédition précédente, Barnum Brown découvre un spécimen de Kritosaurus près d'Ojo Alamo (en), dans le Comté de San Juan dans l'État américain du Nouveau-Mexique. Il n'a pas pu corréler la stratigraphie, mais en 1916, il a été capable de l'établir à partir de ce que l'on appelle aujourd'hui le De-na-zin Member, une sous-unité de la formation de Kirtland (Campanien supérieur),. Lors de la découverte du Kritosaurus, de nombreuses parties du crâne étaient soit rongées soit brisées, Brown a donc reconstitué cette portion à partir de ce qui est maintenant appelé Anatotitan, partant de nombreux fragments. Brown voulait nommer ce dinosaure Nectosaurus, mais le nom était déjà pris.
Après les publications de 1914 sur le dinosaure canadien à nez crochu, Gryposaurus, Brown change d'avis sur l'anatomie du museau de son dinosaure. Avec l'appui de Charles Whitney Gilmore, Brown met en synonymie Gryposaurus avec le genre Kritosaurus. Cette synonymie a été utilisée pendant les années 1920 (William Parks désigne une espèce canadienne sous le nom binominal de Kritosaurus incurvimanus) et s'est standardisée après la publication de l'influente monographie de Nelda Wright et Richard Swann Lull de 1942 sur les Hadrosauridae nord-américains .
À partir de cette période jusqu'en 1990, Kritosaurus inclut au moins trois espèces : K. navajovius, K. incurvimanus (renommé Gryposaurus) et K. notabilis.
L'espèce méconnue Hadrosaurus breviceps (Marsh, 1889), découverte grâce à des restes de dentition datant de l'étage campanien de la formation Judith River du Montana, a également été classée dans le genre Kritosaurus par Lull et Wright, mais ce n'est plus le cas à présent.
À la fin des années 1970 et au début des années 1980, il a été question que le genre Hadrosaurus soit un possible synonyme de Kritosaurus, de Gryposaurus ou des deux dans les dictionnaires semi-techniques sur les dinosaures,. Un travail bien connu, l'Encyclopédie Illustrée des Dinosaures par David B. Norman utilise Kritosaurus pour le matériel canadien (Gryposaurus), mais il identifie par erreur le squelette de K. incurvimanus comme un Hadrosaurus. À cette époque, une autre espèce a été ajoutée au genre Kritosaurus, le paléontologue argentin, José Bonaparte et ses collègues donnent en 1984 le nom de K. australis pour des os d'hadrosaures, datant entre l'étage campanien et l'étage maastrichtien de la formation Los Alamitos du Rio Negro, en Patagonie, Argentine. Cette espèce a posé problème et ne devrait plus être classée comme un Kritosaurus, comme il a été suggéré dans les deux éditions de l'encyclopédie The Dinosauria,.
L'histoire de Kritosaurus a pris un tout autre tournant en 1990, lorsque Jack Horner et David B. Weishampel ont encore une fois dissocié Gryposaurus, en citant le doute associé au dernier crâne partiel. En 1992, Horner décrit deux nouveaux crânes, découverts au Nouveau-Mexique qui appartiennent selon lui au genre Kritosaurus ; il démontre qu'il est différent de Gryposaurus. Mais l'année suivante, Adrian Hunt et Spencer G. Lucas ont classé chaque crâne dans leur propre genre, créant ainsi les genres Anasazisaurus et Naashoibitosaurus. Tous les auteurs n'ont pas approuvé ce classement, en particulier Thomas E. Williamson qui défend l'interprétation originale de Horner. 
À partir de 2000, toutes les études confirment la différenciation des deux genres Kritosaurus et Gryposaurus,,,,.
Enfin, le champ géographique du genre Kritosaurus s'est élargi. Des os datant de l'étage campanien de la formation d'Aguja du Texas, incluant un crâne, ont été découverts,. De plus, des restes découverts à Coahuila, au Mexique et décrits en 2006 pourraient appartenir à une nouvelle espèce, qui serait 20 % plus grande que K. Navajovius (environ 11 mètres de long) avec un ischium incurvé. Cet animal serait le plus grand Saurolophinae nord-américain actuellement connu ; il est cependant considéré aujourd'hui comme un Saurolophinae indéterminé .

## Description

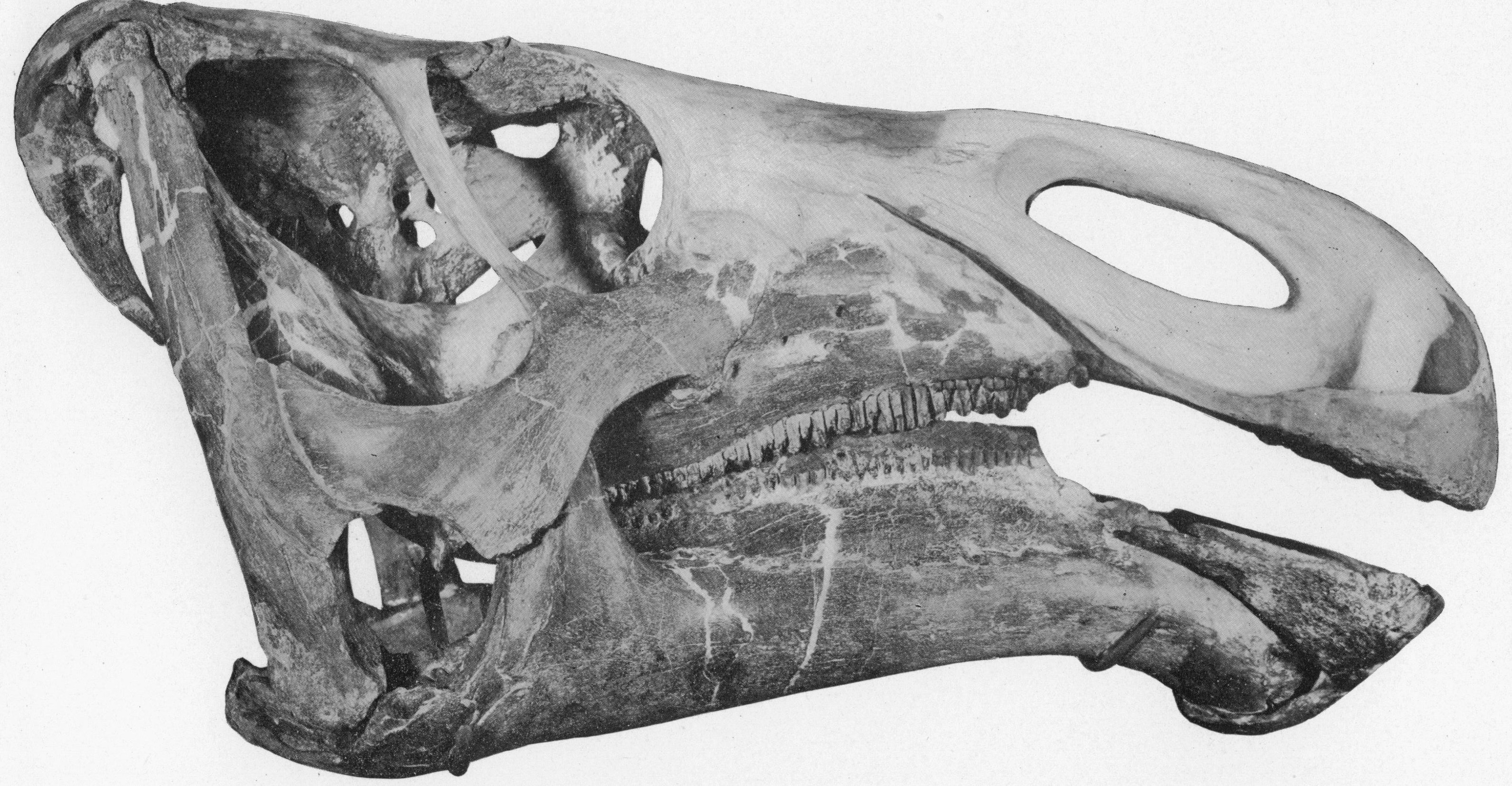
Reconstitution par Barnum Brown du crâne du Kritosaurus.

Kritosaurus est décrit seulement par un crâne partiel et la mâchoire inférieure, associé à des restes osseux appartenant au reste du squelette. Il manque la plus grande partie de la gueule et du bec supérieur, mais des reconstitutions au début du XXIe siècle, utilisant des fragments du crâne qui n'avaient pas été placés auparavant montrent une sorte de crête devant les yeux, mais la forme de la crête reste actuellement inconnue. La longueur du crâne est estimée à 87 centimètres, du bout du bec supérieur jusqu'à la base de l'os carré qui articule la mâchoire inférieure à partir de l'arrière du crâne.
Les caractères autapomorphiques potentiels de Kritosaurus incluent un prédentaire (os au bout de la mâchoire inférieure) sans crénulations semblables à des dents, une courbure jusqu'aux mndibules près du bec et un os maxillaire lourd à peu près rectangulaire. S'il s'avère être comme Anasazisaurus ou Naashoibitosaurus, alors la forme de la crête entière est celle d'une étiquette ou d'un rebord commençant devant les yeux et montant entre et au-dessus d'eux, mais pas jusqu'à l'arrière.
En 2016, Gregory Paul reprend la longueur totale estimée par Thomas Holtz en 2011, soit 9 mètres,. Une bosse osseuse garnissait son museau mais l'on n'en connaît pas l'utilité. Il se peut que seuls les mâles en fussent pourvus ; elle aurait alors constitué un attribut lors des parades sexuelles.

## Paléoécologie
Kritosaurus a été découvert dans le « membre De-na-zin » de la formation de Kirtland. Cette formation date du Campanien, un étage stratigraphique du Crétacé supérieur (il y a environ 74 à 72 Ma), et c'est également là qu'ont été trouvés plusieurs autres dinosaures comme Alamosaurus, Parasaurolophus, Pentaceratops, Nodocephalosaurus, Saurornitholestes et des Tyrannosauridae qui n'ont pas encore été nommés. La formation de Kirtland s'est déposée dans des plaines inondables de rivière qui sont apparues après la régression de la voie maritime intérieure de l'Ouest. Les conifères étaient les plantes dominantes, et il semblerait que les Ceratopsinae (une sous-famille de Ceratopsidae) étaient plus répandus que les Hadrosauridae.

## Paléobiologie

### Régime alimentaire

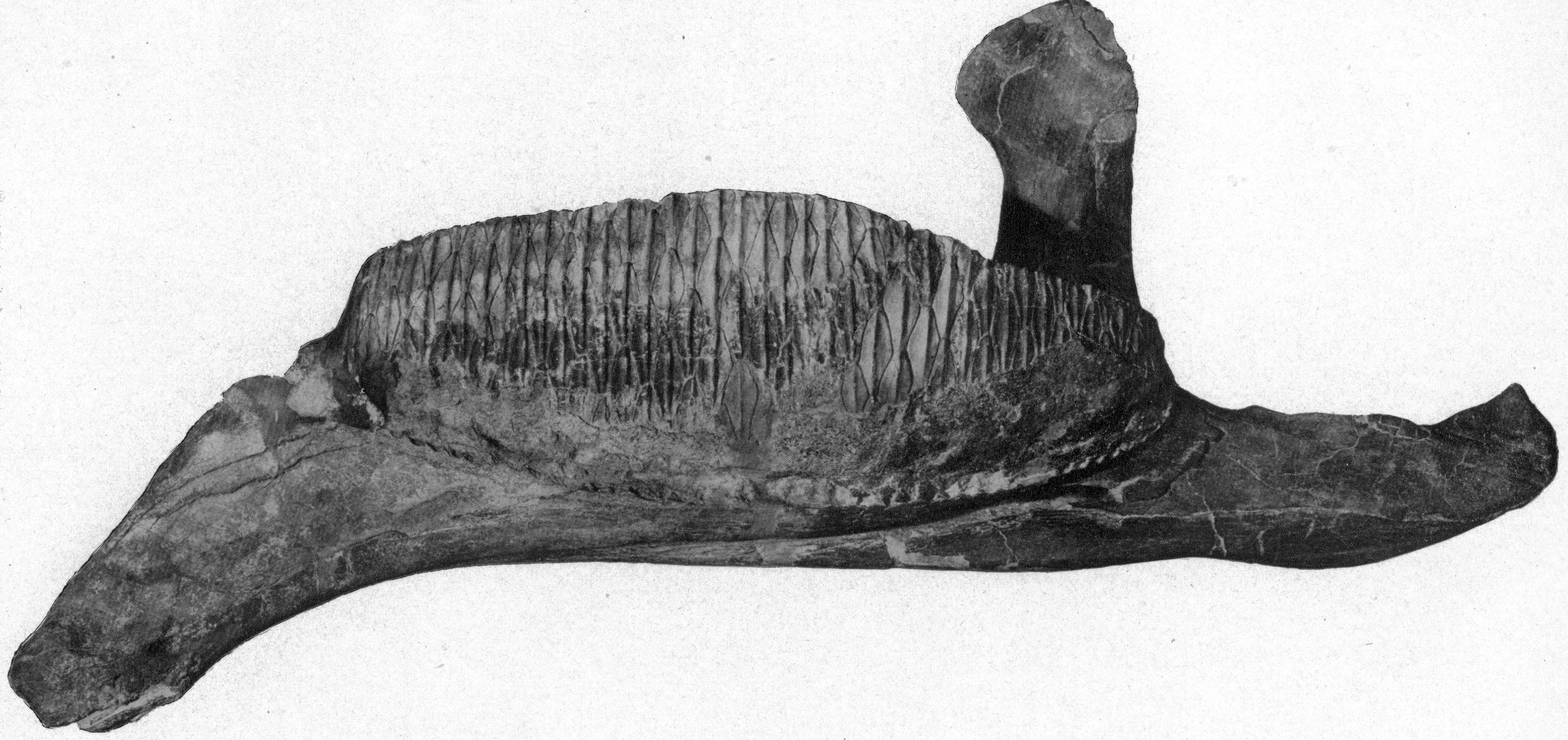
Mandibule de Kritosaurus navajovius.

Kritosaurus devait être un grand herbivore bipède/quadrupède, se nourrissant de plantes à l'aide d'un crâne sophistiqué lui permettant de broyer ses aliments. Il possédait dans les mâchoires supérieure et inférieure cinq ou six paires de rangées de molaires. Ces rangées poussaient progressivement vers la surface d'usure. Seules les rangées les plus hautes étaient utilisées.

### Crête nasale
La crête nasale de Kritosaurus, quelle que soit sa réelle forme, devait avoir plusieurs fonctions, comme l'identification du sexe ou des autres espèces et des rangs sociaux. La crête aurait pu être également pourvue de sacs naseaux gonflables pour envoyer des signaux sonores ou visuels.

## Classification

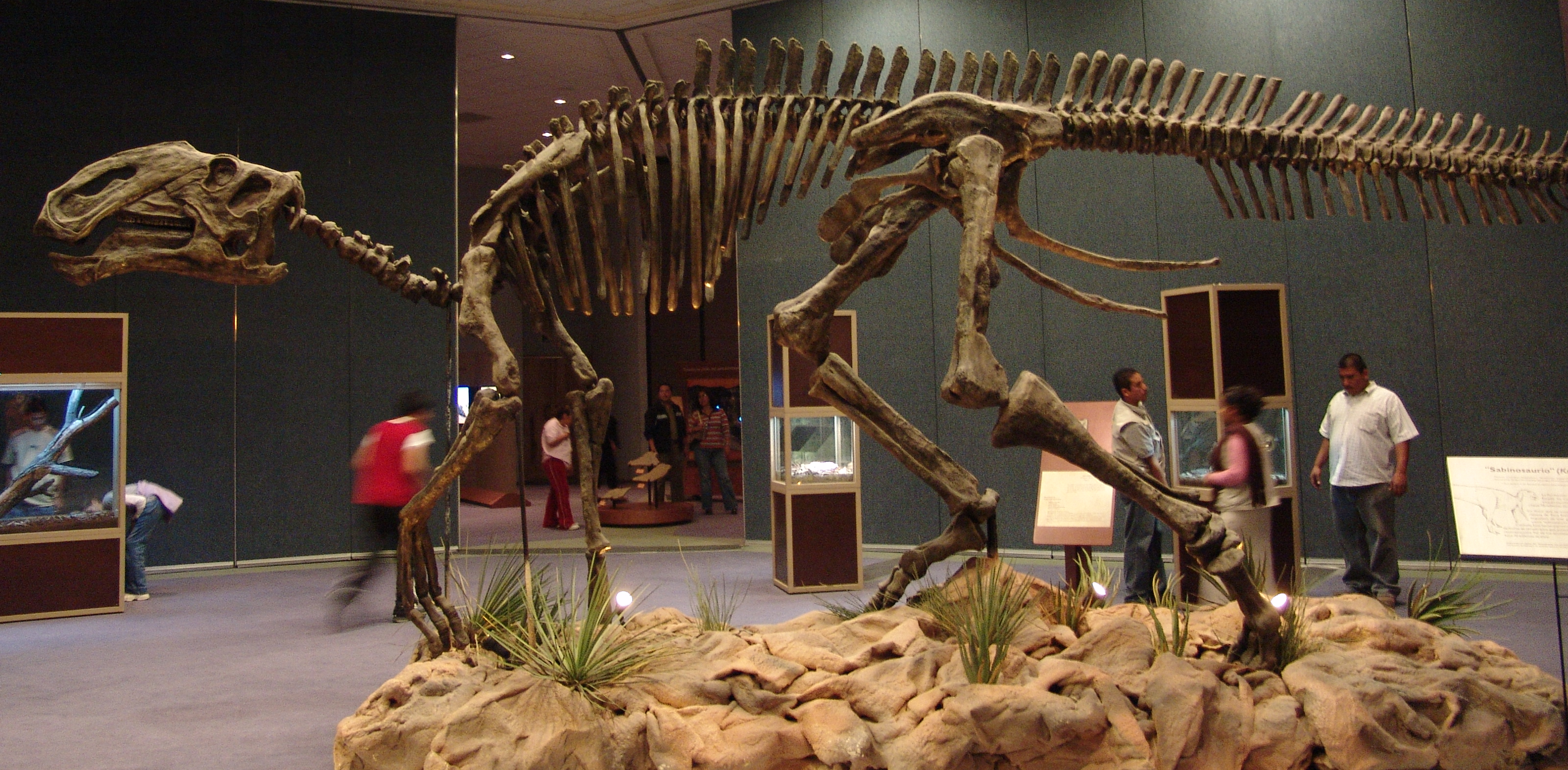
Spécimen non nommé du bassin de Sabinas au Mexique, surnommé le « Sabinosaure », attribué à Kritosaurus sp. par Kirkland en 2006, mais considéré comme un saurolophiné indéterminé par Prieto-Márquez en 2014.

Kritosaurus est un Hadrosauridae, appelé dinosaure à « bec de canard » ou à tête plate. Parce qu'on sait peu de choses sur ce dinosaure, on ne connait pas encore avec certitude ses plus proches parents.
A. Prieto-Marquez en 2014 considère K. navajovius et K. horneri comme un groupe frère qu'il place dans la sous-famille des Saurolophinae et dans le clade des Kritosaurini en compagnie des genres nord-américains Naashoibitosaurus et Gryposaurus et des sud-américains Secernosaurus et Willinakaqe.

### Cladogramme
Le cladogramme suivant est celui établi par Prieto-Márquez et ses collègues en 2016. Il montre la position de Kritosaurus dans un même clade, la tribu des Kritosaurini, que Gryposaurus, Naashoibitosaurus, Willinakaqe et Secernosaurus, ainsi que d'un spécimen non nommé du Texas « Big Bend UTEP 37.7 », :
- - Telmatosaurus
  - 
    - 
      - Jintasaurus
      - Lophorhothon

    - 
      - Claosaurus
      - 
        - Tethyshadros
        - Hadrosauridae
          - Hadrosaurus
          - 
            - Eotrachodon
            - Saurolophidae
              - Lambeosaurinae

              - Saurolophinae
                - 
                  - Acristavus
                  - Maiasaura
                  - Brachylophosaurus

                - 
                  - 
                    - Naashoibitosaurus
                    - 
                      - Kritosaurus
                      - 
                        - Gryposaurus
                        - 
                          - Big Bend UTEP 37.7
                          - 
                            - Willinakaqe
                            - Secernosaurus

                  - 
                    - « Sabinosaure » PASAC-1
                    - 
                      - 
                        - Prosaurolophus
                        - 
                          - Augustynolophus
                          - Saurolophus

                      - 
                        - Kerberosaurus
                        - 
                          - Kundurosaurus
                          - 
                            - Shantungosaurus
                            - Edmontosaurus

## Kritosaurusdans la culture populaire
La mise en synonymie de Kritosaurus avec Gryposaurus, qui a duré des années 1910 à 1990, a conduit à une image déformée de ce que Kritosaurus original représentait. Comme le matériel canadien était bien plus complet, la plupart des représentations et des discussions sur Kritosaurus des années 1920 à 1990 s'appliquent en fait plutôt au Gryposaurus. Cela inclut, par exemple, la discussion de James Hopson sur l'ornementation crânienne d'Hadrosaurus et son adaptation pour le public dans l'Encyclopédie illustrée des dinosaures.